# Арбобхотун
Арбобхоту́н (Афгоно, Балх, Чортеппа; тадж. Арбобхотун) — село в районе Рудаки Республики Таджикистан. Входит в состав джамоата (сельской общины) Чортеппа района Рудаки.
Находится недалеко от г. Душанбе, на расстоянии 23 км от райцентра (пгт. Сомониён) и 5 км от центра общины (село Джуйбодом).
Население — 8761 чел. (2017).